# Paweł Wszołek
Paweł Marek Wszołek [ˈpavɛw ˈvʂɔwɛk] (* 30. April 1992 in Tczew) ist ein polnischer Fußballspieler. Der Flügelstürmer und elfmalige A-Nationalspieler steht bei Legia Warschau unter Vertrag.

## Karriere

### Verein
Wszołek begann seine Karriere in seiner Heimatstadt bei Wisła Tczew. Im Sommer 2004 wechselte er zu Lechia Gdańsk, kehrte jedoch bereits nach einer Saison wieder nach Tczew zurück. Zur Saison 2009/10 wechselte er zur Reservemannschaft des Erstligisten Polonia Warschau, mit der er in der separaten Nachwuchsliga Młoda Ekstraklasa spielte. Zu Beginn der Saison 2010/11 schaffte er den Sprung in den Profikader. Am 13. November 2010, dem 13. Spieltag der Saison 2010/11, kam er zu seinem Profidebüt, als er im Heimspiel gegen Ruch Chorzów (3:1) in der 74. Minute für Ebi Smolarek eingewechselt wurde. Während er in der ersten Saison nur zu sieben Einsätzen gekommen war, erkämpfte er sich im Laufe der Saison 2011/12 einen Stammplatz und kam in den folgenden beiden Spielzeiten zu mehr als 50 Pflichtspieleinsätzen.
Im Januar 2013 unterschrieb Wszołek bei Hannover 96 einen Vertrag mit Laufzeit bis 2016. Der Wechsel scheiterte jedoch, da an zwei Terminen nicht zum Medizincheck erschienen war. Der Spieler kritisierte seinen Berater und das Management von Polonia Warschau und bemängelte, dass seine Meinung zum Transfer kaum Gehör gefunden habe. Er sagte der Zeitung Rzeczpospolita: „Ich fühlte mich wie eine in den Westen verkaufte Prostituierte“.
Zum Saisonende 2012/13 wurde sein Vertrag bei Polonia aufgelöst und der Flügelstürmer wechselte anschließend nach Italien zu Sampdoria Genua. Nachdem er dort in seiner ersten Spielzeit noch zu 21 Pflichtspieleinsätzen gekommen war, kam der Pole im Anschluss nicht über die Rolle des Reservisten hinaus und wurde zu Beginn der Saison 2015/16 innerhalb der Liga an Hellas Verona verliehen. Dort kam er in der Spielzeit zu 26 Spielen in der Serie A und wurde anschließend fest verpflichtet. Die Saison 2016/17 verbrachte er leihweise bei den Queens Park Rangers in der EFL Championship, bei denen er bereits im Januar 2017 einen Festvertrag unterschrieb. Als Stammspieler absolvierte Wszołek in drei Jahren über 100 Spiele in der zweiten englischen Liga, ehe er zur Spielzeit 2019/20 nach Polen zu Legia Warschau zurückkehrte. Mit der Mannschaft gewann er 2020 und 2021 jeweils die polnische Meisterschaft.
Nach seinem Vertragsende bei Legia schloss sich Wszołek zur Spielzeit 2021/22 dem Bundesligisten 1. FC Union Berlin an. Nach nur einem Pflichtspieleinsatz in der ersten Saisonhälfte kehrte der  Stürmer im Januar 2022 auf Leihbasis bis Saisonende nach Warschau zurück. Nach der Leihe verblieb er in Warschau.

### Nationalmannschaft
Wszołek spielte insgesamt 23-mal für die U19, U20 und U21 des polnischen Fußballverbands. Am 12. Oktober 2012 debütierte er in der A-Nationalmannschaft, als er beim Freundschaftsspiel gegen Südafrika (1:0) in der Startaufstellung stand. Nach seinem elften Einsatz am 13. November 2017 gegen Mexiko fand er keine weitere Berücksichtigung.

## Erfolge
Legia Warschau
- Polnischer Meister: 2020, 2021